# کولز

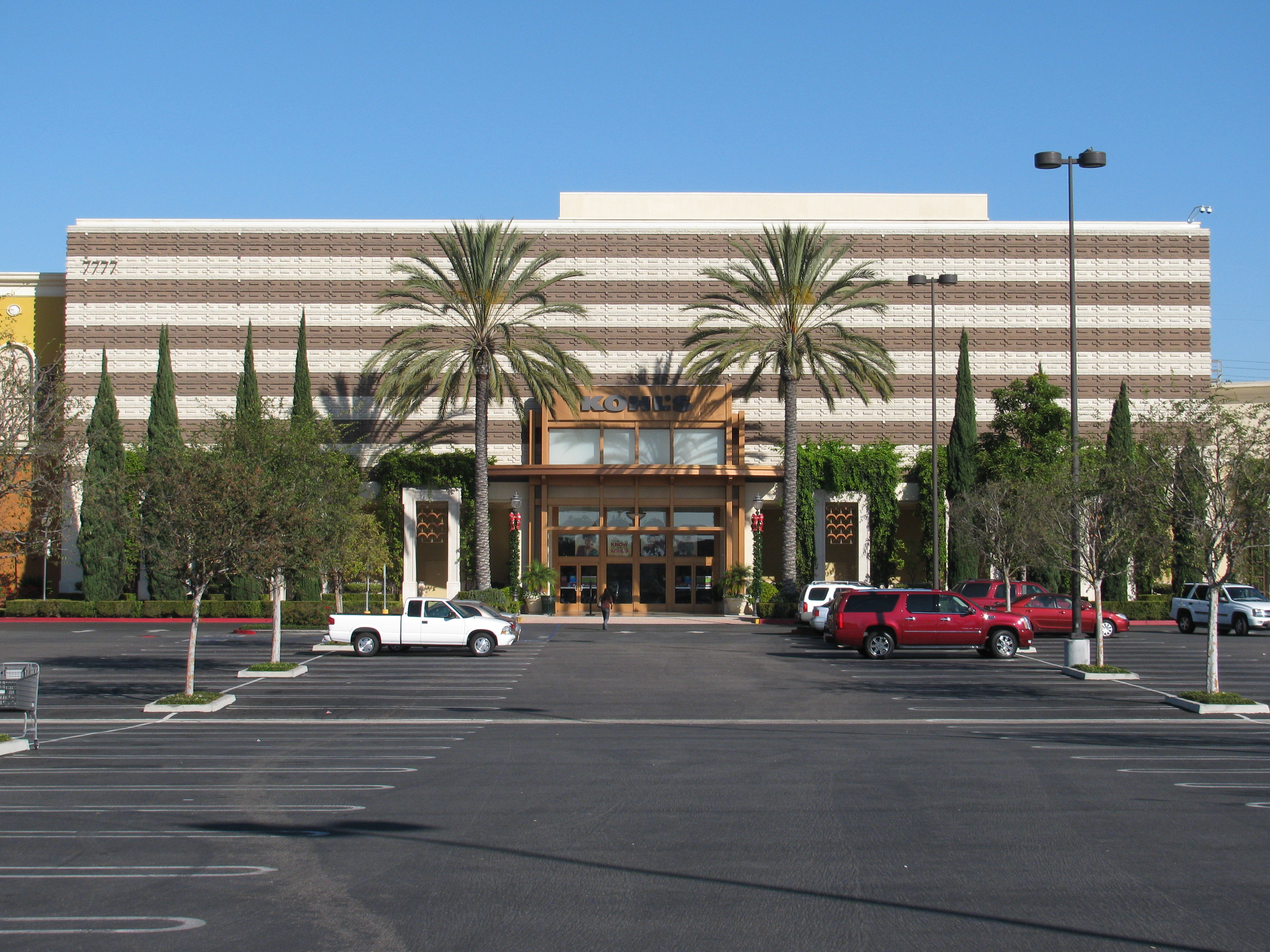
شعبه‌ای از کولز، در هانتینگتون بیچ

کولز، (به انگلیسی: Kohl's) شرکت خرده‌فروشی آمریکایی است، که مالک شبکه‌ای از ۱٫۱۵۸ مرکز خرید و فروشگاه انواع لباس، کفش، لوازم آرایشی، کالاهای لوکس، جواهرات، لوازم خانگی و الکترونیکی در ایالات متحده آمریکا می‌باشد.
شرکت کولز در سال ۱۹۶۲ توسط مکس‌ول کول، در شهر میلواکی، ویسکانسین راه‌اندازی شد، در سال ۱۹۹۸ به فهرست اس اند پی ۵۰۰ راه پیدا کرد و در ماه فوریه ۲۰۱۳ با پیشی گرفتن از جی. سی. پنی به‌عنوان بزرگترین فروشگاه زنجیره‌ای ایالات متحده، بر پایه تعداد شعبه شناخته شد.
دفتر مرکزی این شرکت در شهر مینامونی فالز، ویسکانسین قرار دارد و سهام آن در بازار بورس نیویورک معامله می‌شود. کولز هم‌اکنون در فهرست فرچون ۵۰۰ در رتبه ۱۴۶ از بزرگترین شرکت‌های ایالات متحده قرار گرفته است.